# Schüren (Dortmund)
Schüren, Dortmund-Schüren – dzielnica miasta Dortmund w Niemczech, w kraju związkowym Nadrenia Północna-Westfalia, w okręgu administracyjnym Aplerbeck.